# Nora (Selemdscha)
Die Nora (russisch Нора) ist ein rechter Nebenfluss der Selemdscha in der Oblast Amur im Fernen Osten Russlands.
Die Nora entspringt an der Südflanke des Dschagdygebirges. Sie fließt in überwiegend südwestlicher Richtung durch die Amur-Seja-Ebene. Nach 305 km erreicht sie die Selemdscha, in welche sie rechtsseitig mündet. Im Unterlauf spaltet sich die Nora in zwei Flussarme auf. Die Nora entwässert ein Areal von 16.700 km². Der Fluss führt von Mai bis September Hochwasser. Der mittlere Abfluss (MQ) 141 km oberhalb der Mündung beträgt 128 m³/s. Zwischen November und Mai ist die Nora eisbedeckt. Der wichtigste Nebenfluss der Nora, die Dugda (Дугда), mündet bei Flusskilometer 150 rechtsseitig.